# Peter Anton Tholen

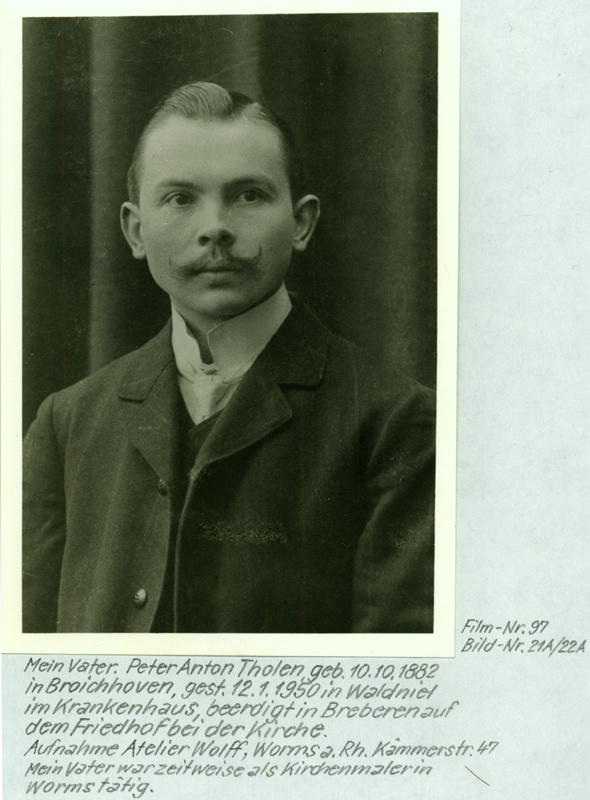

Peter Anton Tholen (* 10. Oktober 1882 in Broichhoven im ehemaligen Kreis Geilenkirchen; † 12. Januar 1950 in Waldniel) war ein deutscher Archäologe und Leiter bedeutender Grabungen in und um Köln. Durch seine Untersuchungen vieler romanischer Kirchen konnte er zu deren Baugeschichte neue Erkenntnisse gewinnen.

## Leben

### Herkunft und Fortbildung
Peter Anton Tholen war das jüngste der acht Kinder, die aus der Ehe des Landwirts Peter Josef Tholen und der Maria Josefa Tholen geborene Jansen aus Broichhoven hervorgegangen waren. Schon als junger Mann beschäftigte ihn die Archäologie, angeregt durch Reste einer frühmittelalterlichen Befestigung, eines mit Gräben umzogenen Rundhügels in der Nähe des elterlichen Hofes. In späteren Jahren erforschte er diese Motte und weitere Bodendenkmäler in seiner Heimat. Er studierte zunächst an der Düsseldorfer Kunstakademie und arbeitete als Kirchenmaler.
Mit seinen Ersparnissen finanzierte er eine Reise nach Italien und besuchte Florenz, Rom und Neapel. Die Ruinen und die zum Teil noch fast erhaltenen Bauten des Römischen Reiches beeindruckten ihn so sehr, dass er sich entschloss, nach seiner Rückkehr die archäologischen Denkmäler seiner Heimat zu erforschen.
Er entschloss sich, nach Köln zu ziehen, weil er sich dort berufliche Möglichkeiten erhoffte, archäologische Forschungen durchzuführen. Im Selbststudium der Vor- und Frühgeschichte erlangte er große Kenntnisse in der Bestimmung von Artefakten. Seine Untersuchungen und die Veröffentlichungen seiner Entdeckungen fanden die Anerkennung der Fachwelt. Der Autodidakt erhielt 1927 eine Anstellung als Grabungstechniker in der neugeschaffenen Römischen (später Römisch-Germanischen) Abteilung des Wallraf-Richartz-Museums.

### Forschung

#### Grabungen in Köln
Im Auftrage des Wallraf-Richartz-Museums war Tholen an mehreren Kölner Grabungsprojekten beteiligt. Zu diesen zählten die im Bereich von St. Severin unter der Leitung von Fritz Fremersdorf durchgeführten Grabungen (1930, 1938–1945). Die ausgedehnten Untersuchungen dieser südlichen Nekropole der Stadt erbrachten Befunde, die eine deutliche Kontinuität der Bestattungen belegten, die von der späten Römerzeit bis in das 8. Jahrhundert stattfanden. Ferner gelang es, die verschiedenen vorkarolingischen Begräbniskirchen und ihren Ausbau vom 5. bis zum 8. Jahrhundert zu bestimmen. Weitere Grabungen in späterer Zeit befassten sich mit den folgenden Bauten bis zum 12. Jahrhundert.
Auch an der Bergung des Dionysosmosaiks im Jahr 1941 sowie an den Grabungen auf dem Gelände des ehemaligen Kastells Deutz war Tholen beteiligt.
Die wichtigsten Grabungen in der St.-Ursula-Kirche wurden 1942 von Otto Doppelfeld und Tholen durchgeführt. Der nach einer Bombardierung freiliegende Boden des Langhauses ermöglichte Untersuchungen, bei denen man in den unteren Schichten auf Reste des Vorgängerbaus stieß. Der von Tholen erstellte, mit Zeichnungen versehene ausführliche Fundbericht wurde von Doppelfeld 1948 ausgewertet.

#### Grabungen im Rheinland
Wie in Köln, so waren durch Tholen im übrigen Rheinland schon in der Zeit vor dem Zweiten Weltkrieg archäologische Forschungen betrieben worden, wobei die Schwerpunkte seiner Arbeiten in seiner Heimat, dem Heinsberger Gebiet, und im Kölner Raum lagen.
Tholen, der davon überzeugt war, dass in den romanischen Kirchenbauten wesentlich mehr Mauerreste älterer Saalkirchen erhalten sein dürften als bisher angenommen wurde, fand seine These in vielen Fällen bestätigt. Bei seinen Untersuchungen zur Baugeschichte zahlreicher früh- bis hochmittelalterlicher Kirchenbauten gelang es ihm, in etwa 50 Kirchen des Rheinlandes eine vorromanische Saalkirche nachzuweisen.
Neue baugeschichtliche Erkenntnisse gewann Tholen beispielsweise bei der Vorgängerin der alten St. Lambertuskirche in Bliesheim, bei der auf Grund einer Analyse der Bearbeitung erhaltener Steine das Material in die karolingische Zeit datiert werden konnte.
Tholens Befund der römischen Kultstätte auf dem Swister Berg im Jahr 1933 und die von ihm gefertigten Zeichnungen verdeutlichen Größe und Bedeutung dieser Anlage. Die Untersuchung fand im Zusammenhang mit einer dortigen untergegangenen Kirche statt. Es gelang Tholen, Lage, Alter und einzelne Bauten der ehemaligen Pfarr- und Wallfahrtskirche neu zu bestimmen. Tholen stellte ein 8 m langes und 10 m breites Kirchenschiff mit vorgelegtem Chorraum fest. Der Mörtel der Grundmauern verwies auf einen Bau aus karolingischer Zeit, der sich vom Mörtel des heute noch bestehenden Turmes unterschied. Er ging davon aus, dass der überwiegend aus Holz bestehende Bau durch einen Steinbau ersetzt wurde, der wie auch der Turm im 11./12. Jahrhundert errichtet worden war.
Bei der 1935 durchgeführten Untersuchung der Kirche St. Kosmas und Damian in Pulheim entdeckte Tholen die Langseiten einer Saalkirche und die zugehörigen Fenster, die sich unter dem späteren Bau erhalten hatten. Der um das Jahr 1000 datierten Kirche wurde im 12. Jahrhundert ein Turm hinzugefügt.
Nach dem Zweiten Weltkrieg führte er bei weiteren Grabungen seine Untersuchungen fort. So gelang es ihm, in der Kirche St. Maternus in Breberen 1947/48 eine frühchristliche Kirche auf einem Gräberfeld und eine folgende vorromanische Saalkirche zu bestimmen.
Zu den untersuchten Objekten in seiner Heimat zählt auch die Lambertuskirche in Erkelenz. Als dort 1947 ein Neubau der im Zweiten Weltkrieg zerstörten Pfarrkirche begann, war Tholen damit befasst, die Ausschachtungsarbeiten zu überwachen. Er stellte in den Resten des gotischen Bauwerks einen älteren Saalbau von 15,6 m mal Länge und 7,6 m Breite fest, dem sich ein rechteckiger Chor von 4,3 m Länge und 4,9 Meter Breite anschloss.
Neben den Forschungen zur Baugeschichte der frühen Rheinischen Kirchen, die sein Schaffen dominierten, wandte sich der vielfältig interessierte Archäologe auch anderen Forschungsgebieten zu.
So veröffentlichte er bereits im Jahr 1924 in den Brühler Heimatblättern seine Untersuchung einer nach seinen Erkenntnissen fränkischen Fliehburg (Motte), der Düwelsburg/Teufelsburg auf der Villenhöhe bei Knapsack, die leider 1971 dem Chemiepark Knapsack (Werksteil Hürth) weichen musste.  1929 untersuchte er die Nebenleitung der römischen Wasserleitung am Vorgebirge, die am westlichen Hang der Ville verlief und die dort gelegenen Höfe mit Wasser versorgte.
Ebenfalls unter seiner Leitung wurden Untersuchungen zu Hügelgräbern zwischen Hermülheim, Liblar, Weilerswist bis Walberberg durchgeführt. Sie belegen eine bis dahin nicht bekannte Besiedlung der Landschaft beiderseits der Ville.
Tholen ist als „ein Pionier der Mittelalter-Archäologie und ein hervorragender Kenner der Kirchenbauten im Rheinland“ bezeichnet worden.

### Im Ruhestand
Im Alter zog er in seine Heimat zurück und lebte in seinen letzten Lebensjahren in Elmpt. Das Erscheinen eines Werkes über die erforschten Kirchenbauten, das sich in Vorbereitung befand, erlebte er nicht mehr. Er verstarb nach längerer Krankheit in Waldniel und wurde auf dem Friedhof seiner Heimatpfarre Breberen beigesetzt.
Für seine Forschungen sollte er mehrfach durch eine Ehrenpromotion geehrt werden. Dies scheiterte vermutlich aus politischen Gründen.

## Gedenken
In seiner Heimatgemeinde Gangelt wurde im Jahre 2003 eine Straße von Broichhoven nach Breberen, der Peter-Anton-Tholen-Weg, nach ihm benannt.

## Dokumentation
Die erhaltenen Dokumentationen seines wissenschaftlichen Nachlasses zu den frühen Kirchen im Rheinland, die sich in einem Privatarchiv der Familie befinden, wurden 2007 bis 2009 an der Universität München, von Bernd Päffgen als Projektleiter und Kay-P. Lippmann als Mitarbeiter aufgearbeitet.